# Avenue Jean-Jaurès (Meudon)
Pour les articles homonymes, voir Avenue Jean-Jaurès.
L`avenue Jean-Jaurès est une voie de la ville de Meudon dans les Hauts-de-Seine.

## Situation et accès

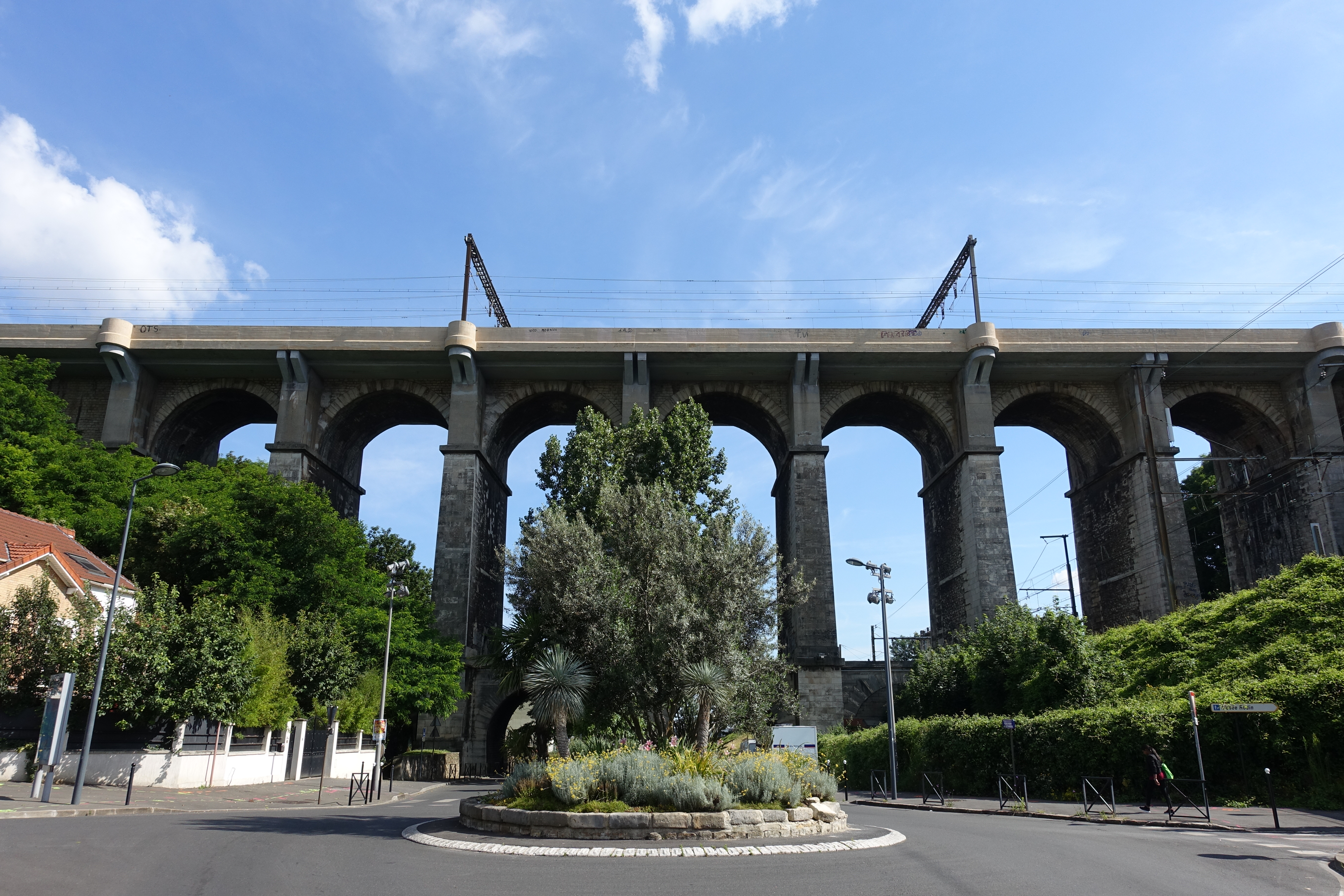
Viaduc de Meudon.

Cette avenue commence son tracé place Jean-Jaurès, au croisement de la rue Banès et dans l'axe de l'avenue Louvois. Elle longe la ligne des Invalides à Versailles-Rive-Gauche et se termine au rond-point de Ciechanów dans l'axe de la rue de Paris.
Elle est desservie par la gare de Meudon-Val-Fleury.

## Origine du nom
Cette avenue rend hommage à l'homme politique français Jean Jaurès.

## Historique

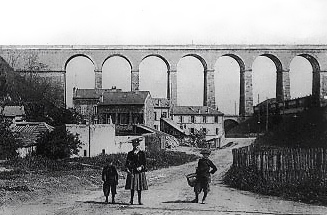
Le viaduc au début du XXe siècle.

Au XIVe siècle, ce chemin était une sente qui longeait un ruisseau poissonneux s'écoulant dans la vallée.
Au XIXe siècle, ce domaine appartenait au baron Didelot, qui y fit construite une fabrique. Une voie moderne fut créée en 1902 lors du prolongement de la ligne des Invalides à Versailles-Rive-Gauche à cet endroit.
Elle était autrefois appelée rue de Versailles. 
Ce ruisseau, le ru d'Arthelon, fut enterré et transformé au début du XXe siècle en canalisation couverte qui alimente les égouts de la ville.

## Bâtiments remarquables et lieux de mémoire
- Viaduc de Meudon.